# Cratere Utleygon
Utleygon è un cratere sulla superficie di Rea.